# Beryli carbonat
Beryli cacbonat là một hợp chất vô cơ với thành phần chính là nguyên tố beryli và nhóm cacbonat, có công thức hóa học được quy định là BeCO3. Muối màu trắng này không ổn định.

## Điều chế

### Muối thông thường
Có ba dạng beryli cacbonat đã được biết đến: dạng khan, dạng tetrahydrat và dạng muối kiềm. Hợp chất ở dạng khan được biết đến là một dạng chất không ổn định, bị phân hủy trở thành BeO và cacbon dioxide nên hợp chất này được yêu cầu lưu trữ, bảo quản trong điều kiện có khí CO2. Dạng thức tetrahydrat được hình thành khi CO2 dạng bọt đi qua dung dịch keo của Be(OH)2 và cũng được biết đến cũng là một dạng thức không ổn định.

### Muối kiềm
Beryli cacbonat kiềm là một dạng muối hỗn hợp, có thể được điều chế bằng phản ứng của beryli sunfat và amoni cacbonat, chứa cả ion cacbonat và hydroxide, với công thức hóa học là Be2CO3(OH)2. Người ta tin rằng trong các tài liệu cổ xưa, hợp chất này được gọi là beryli cacbonat.

## An toàn
Beryli cacbonat có thể gây kích ứng, hợp chất này phải được xử lý cẩn thận vì một số hợp chất beryli liên quan được biết chất gây ung thư.